# Туринський університет
Туринський університет (італ. Università degli Studi di Torino) — вищий навчальний заклад, розташований у Турині. Один з найбільших університетів Італії.
Університет був заснований у 1404 році з ініціативи савойських графів; затвердив створення університету «авіньйонський папа» Бенедикт XIII. Через політичну нестабільність університет деякий час працював в К'єрі (1427—1434) і Савільяно (1434—1436). У середині XVI століття університет тимчасово не працював через французьку окупацію. У 1799—1800 роках університет був реорганізований за французьким зразком, а незабаром ректор став призначатися Наполеоном; в цей час університет був другим за величиною в імперії Наполеона. Після повернення до влади Савойської династії французькі нововведення були скасовані. Після перенесення столиці об'єднаної Італії з Турина у Флоренцію у 1865 році університет покинула частина професури. У другій половині XIX століття в університеті склалася сильна школа медицини; професори університету зробили багато чого для пропаганди гігієни та розвитку суспільної охорони здоров'я в Італії. У 1905 році в університеті було відкрито першу в Італії кафедру психології.
Університет включає 12 факультетів:
- аграрний
- ветеринарний
- іноземних мов і літератур
- гуманітарних наук
- математики, фізики та природничих наук
- медичний
- педагогічний
- політології
- психології
- фармацевтичний
- юридичний
- економічний

Університет також має декілька філій у північно-західній частині Італії.

## Відомі випускники
- Даніела Сантанче — італійський політик, сенатор Італії.
- Алессандро Барберо — італійський історик, письменник, есеїст, педагог, професор.